# Martillo de geólogo

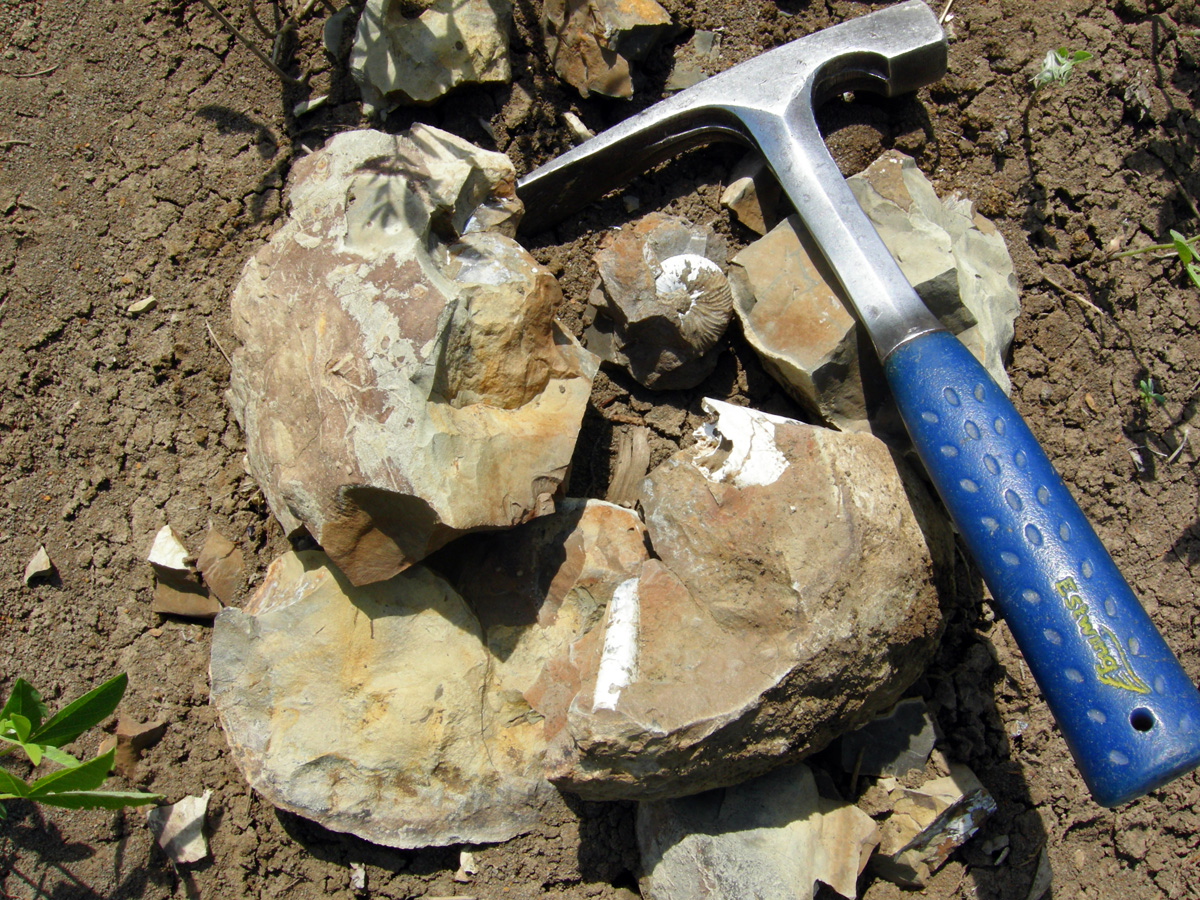
Martillo de geólogo usado para romper rocas, también como escala en fotografías.

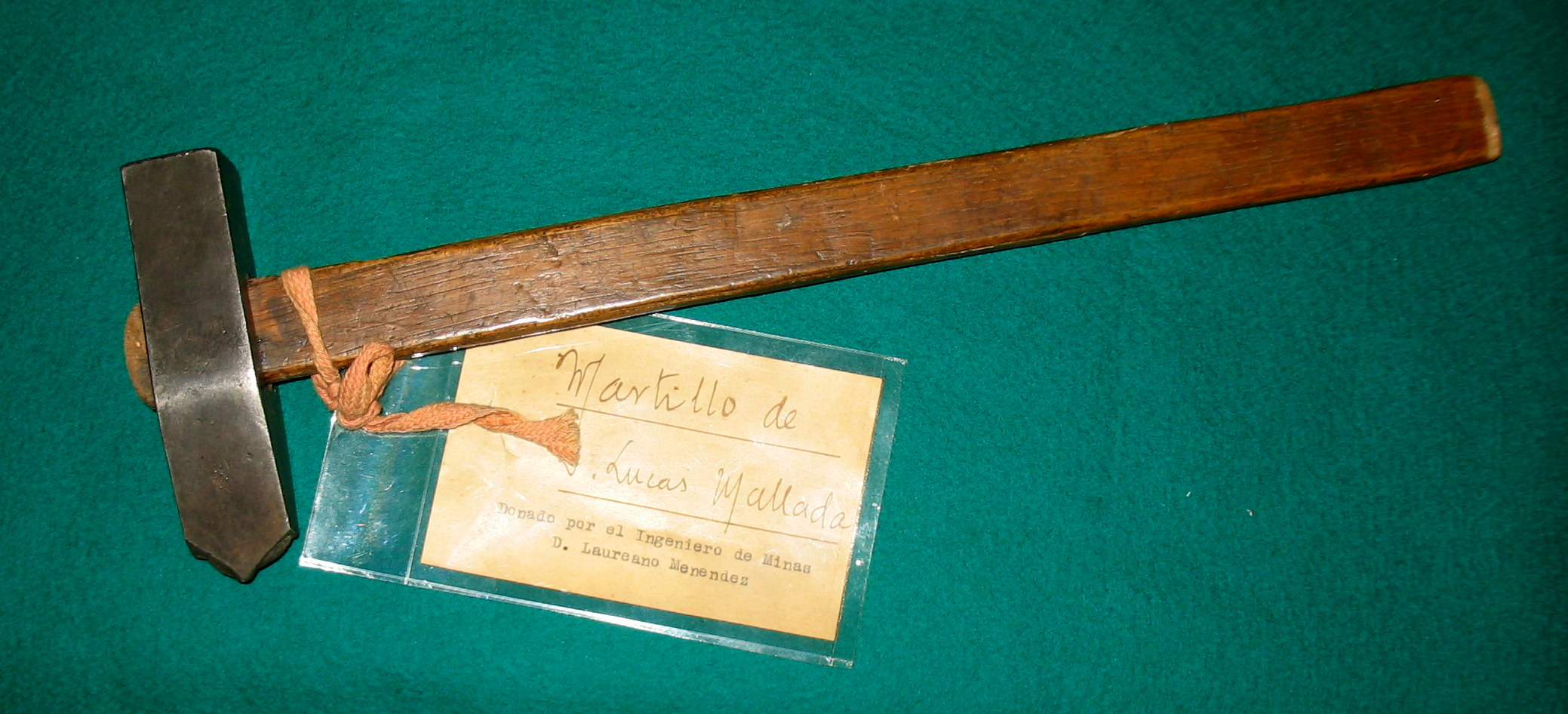
Martillo de geólogo de Lucas Mallada (1841-1921) en la colección del IGME.

Mente et malleo («con la mente y el martillo») es el lema de la profesión de geólogo.

Martillo de geólogo, martillo para roca, pico para roca, pico de geólogo o piqueta es el martillo usado para dividir y romper rocas. En el campo de la geología, se utiliza para obtener una superficie fresca de una roca con el fin de determinar su composición, su naturaleza, la mineralogía, su historia y el campo de estimación de la resistencia de la roca. Los martillos de geólogo se utilizan a veces para indicar la escala en una fotografía.
El geólogo requiere de un martillo especial ya que se enfrenta con materiales de gran tenacidad y que oponen mucha resistencia, como las rocas.

## Forma
Los martillos de geólogo al igual que la mayoría de los martillos, tienen dos cabezas, una a cada lado. Más comúnmente, la herramienta consta de una combinación de una cabeza plana, ya sea con cincel o pico.
Una cabeza de cincel, es útil para separar las capas de las rocas, especialmente las lajas de pizarras, la eliminación de la vegetación y para hacer palanca en las fisuras abiertas.  La cabeza de pico proporciona la máxima presión, se prefiere a menudo para rocas más duras. La cabeza plana se utiliza para dar un golpe a la roca con intención de dividirla, los especímenes o muestras  se pueden recortar para eliminar esquinas agudas o reducir tamaño.
El peso de estos oscila entre 390 a 630 gramos, lo que permite su fácil transporte y lo mínimo necesario para extraer muestras. Entre estos se pueden subdividir en:
- Martillo liviano: peso 397 gramos, largo 28 cm, cabeza pulida con el extremo en punta.
- Martillo estándar: peso 624 gramos, largo 33 cm, cabeza pulida con extremo en punta.
- Martillo de mango alargado:  peso 624 gramos, largo 40.5 cm, cabeza pulida con  extremo en punta.
- Martillo con extremo plano: peso 567 gramos, largo 28 cm cabeza pulida.

## Construcción
Son preferibles los que están hechos de una sola pieza, para evitar que se rompa al golpear o se le salga la cabeza. La empuñadura puede estar cubierta por un material gomoso que disperse la energía, evitando el dolor que producen las vibraciones al golpear materiales muy duros y las ampollas por la fricción con la piel de la mano tras una larga secuencia de golpes.[cita requerida]